# Karścino
Karścino (niem. Kerstin) – wieś sołecka w Polsce położona w województwie zachodniopomorskim, w powiecie białogardzkim, w gminie Karlino.
W latach 1954–1959 wieś należała i była siedzibą władz gromady Karścino, po jej zniesieniu w gromadzie Karlino. W latach 1975–1998 wieś należała do województwa koszalińskiego. W roku 2007 wieś liczyła 163 mieszkańców.
W skład sołectwa wchodzi osada Chotyń.

## Geografia
Wieś leży ok. 7 km na północny zachód od Karlina, przy trasie byłej linii wąskotorowej Gościno - Karlino, obecnie przebudowanej na szlak rowerowy, który łączy owe miasta.

## Toponimika nazwy
W dokumentach z 1227 r. występuje nazwa Karstino, Carstino; z lat 1779, 1780, 1804 – Kerstin. Nazwa pochodzi od nazwy osobowej Karsta.

## Historia
Stara wieś słowiańska, wspomniana już w 1276 r. Przez wiele lat była własnością Kapituły Kołobrzeskiej. Na unowocześnienie majątku Karścino, Krukowo, i założenie folwarku Wietrzno, król Fryderyk II przyznał w latach 1773–1774 kwotę 4200 talarów rocznie (w zamian za to majątki obciążono daniną 84 talarów rocznie). Po śmierci landrata Ch. A. von Manteuffel dobra: Karścino, Skronie, Krukowo, Kędrzyno przypadły jedynemu synowi – ministrowi Ernstowi von Manteuffel (od 1719 r. wyniesiony do rangi hrabiego Rzeszy), a 14 września 1731 r. dobra zostały alodyfikowane (wolne od daniny). Jego następca odstąpił majątek swojemu zięciowi, podpułkownikowi Friedrichowi von der Goltz i jego żonie, hrabinie Henrietcie von Manteuffel. W 1764 r. majątek został sprzedany żonie rotmistrza Johanna von Gaudeckera, Sophii baronecie von Hertefeld. W 1804 r. właścicielem majątku był porucznik Otto von Gaudecker, w 1827 r. majątek Krukowo odziedziczył jego syn Karol von Gaudecker, a Karścino i Skronie w 1830 r. Jego rezydencja cały czas mieściła się w Karścinie. W 1939 r. ostatnim właścicielem Karścina był Herman von Gaudecker.

## Zabytki
Do wojewódzkiego rejestru zabytków wpisane są:
- kościół filialny pod wezwaniem Matki Boskiej Częstochowskiej z połowy XVI wieku, przebudowany w 1830 i 1866 roku, nr rej. 371 z dnia 25 września 2008 r. Kościół filialny, rzymskokatolicki należący do parafii pw. św. Piotra i Pawła w Robuniu, dekanatu Gościno, diecezji koszalińsko-kołobrzeskiej, metropolii szczecińsko-kamieńskiej. Już w XIII wieku wybudowano we wsi kościół. Z protokołu wizytacyjnego superintendenta G. Keipera z dnia 11 sierpnia 1809 roku wiemy, że kościół był w bardzo złym stanie technicznym, dlatego władze rejencji pomorskiej ze Stargardu nakazały kościół i plebanię naprawić. Dokonano niewielkich, koniecznych napraw, po kilku latach stan kościoła był tak zły, że nie opłacało się go odbudować. W 1830 r. kościół, oprócz starej, drewnianej wieży całkowicie przebudowano, zachowując jego formę. Nowy obiekt zbudowano w stylu zbliżonym do neoromantycznego (z elementami eklektycznymi), jednonawowy, z kamieni polnych. Ponad 30 lat później, w 1866 r. starą wieżę rozebrano i zastąpiono ją nową, masywną, murowaną z cegły palonej. Według stanu z 1982 r. kościół jest orientowany z prezbiterium nie wyodrębnionym, zakończonym prosto. Od strony zachodniej znajduje się trzykondygnacyjna wieża zakończona wielobocznym ostrosłupem, pokryta łupkiem. Portal ostrosłupowy, profilowany. Okna zakończone łukiem półokrągłym. Strop płaski, drewniany z podbitką ornamentową. Chór muzyczny prosty, wsparty na 4 słupach, na nim nieczynne organy. Dach dwuspadowy, kryty dachówką. Kościół zbudowano przy drodze wewnętrznej, dochodzącej do zabudowań dworskich. Za nim usytuowano duży, owalny staw. Budowlę obsadzono kasztanowcami i lipami. Na obrzeżach parceli współcześnie nasadzono drzewa. Przy głównym wejściu jest drewniany krzyż misyjny oraz pomnik z murowanym cokołem, na którym stoi figura Matki Bożej. Za nią znajduje się nieczynny cmentarz. Do pojedynczych ruchomych dzieł sztuki należą: barokowy ołtarz główny z końca XVII wieku, barokowa, (neobarokowa) ambona z przełomu XVII/XVIII wieku, chrzcielnica z XVI wieku[4], osiem drewnianych, niezidentyfikowanych rzeźb postaci świętych, które znaleziono na strychu, epitafium pamięci Zofii Charlotty von Manteuffel, trzy pokrycia na ołtarz oraz ambona i chrzcielnica, ufundowane w 1886 r. przez żonę patrona von Gaudecker.
- park pałacowy z XVIII wieku, o pow. ok. 5 ha (w tym 0,4 ha wód) został założony w drugiej połowie XVIII wieku, następnie przekształcony w XIX wieku na styl krajobrazowy z elementami romantycznymi. W kierunku kościoła wiedzie aleja kasztanowców. Za dworem w ozdobnych kwaterach posadzono świerki, buki czerwonolistne, zwisające jesiony, wzbogacono drzewostan o gatunki egzotyczne. Dużą część parku zajmowały trawniki, na których jako solitery posadzono malownicze drzewa lub niewielkie grupy jednogatunkowe np. graby. Duży staw przy wjeździe ogrodzono ozdobnym parkanem z bramkami. Przed pałacem utworzono gazony i ogrody ozdobne. Po II wojnie światowej układ parku i jego granice nie uległy zmianom. Wycięto żywotniki, dęby stożkowe, wejmutki, jedlice, lipy. Na skutek obniżenia poziomu wód gruntowych w parku wyschły stawy i starodrzewia

inne zabytki

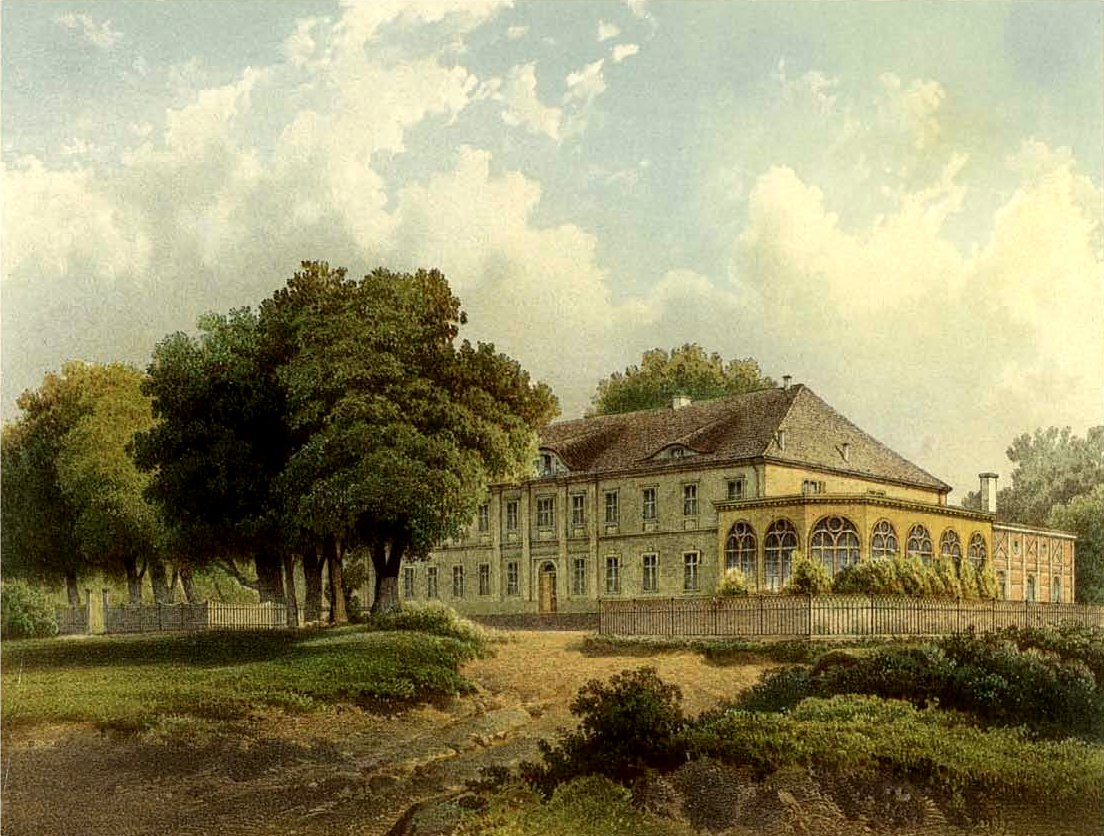
Pałac w Karścinie

- Pałac w  Karścinie klasycystyczny, murowany – główny budynek w parku pochodzi z początku XIX wieku. W centralnej części elewacji w tympanonie znajduje się kartusz herbowy. Budynek usytuowany osiowo w stosunku do parku, prowadzi do niego podjazd długości około 200 m od szosy. Przed pałacem znajduje się duży staw, resztki gazonów. Po II wojnie światowej budynek pełnił funkcję biura PGR i mieszkania. Budynki gospodarcze znajdują się we wschodniej części parku.

## Przyroda
Przy bramie kościoła rośnie grab pospolity, który jest pomnikiem przyrody. 

## Gospodarka
W Karścinie znajduje się jednostka Ochotniczej Straży Pożarnej, spółdzielnia mieszkaniowa, hydrofornia.
W roku 2007 i 2008 między Karścinem a miejscowością Mołtowo zbudowano elektrownię wiatrową.

## Kultura i sport
We wsi znajduje się Szkoła Podstawowa im. Leona Kruczkowskiego, w której działa Klub Europejski.
Klub sportowy we wsi to "Derby" Karścino. Jest tutaj boisko sportowe i świetlica wiejska.

## Komunikacja
W miejscowości jest przystanek komunikacji autobusowej.

## Legendy
W Karścinie żył kiedyś chłop, który wiódł hulaszcze życie. Gdy przepił już cały majątek przyszedł do niego diabeł i powiedział, że może dać mu pieniądze. Po roku zjawił się znowu. Chłop miał mu postawić zadanie. Jeśli je spełni, chłop należał będzie do niego ciałem i duszą. Jeśli zaś diabeł zadania nie wykona, chłop będzie wolny i przez całe jego długie życie mógł będzie żądać od diabła tyle pieniędzy ile zechce. Gdy minął umówiony termin, przybył diabeł i wezwał chłopa, by zlecił mu jakieś zadanie. Ten przyniósł diabłu zniszczony podczas orki lemiesz i kazał go naprawić. Diabeł nie sprostał zadaniu, wziął umowę, podarł ją w strzępy, rzucił chłopu pod nogi i uciekł pozostawiając po sobie straszny smród.
Jak chłop chciał oszukać diabła

Pewien chłop z Karścina miał zubożałą gospodarkę i z biedy zawarł pakt z diabłem. Przez cały rok zły miał mu rzetelnie pomagać, za co miał dostać duszę chłopa. Diabeł przystał na taki układ i dotrzymał słowa. Gdy minął rok i zły chciał zabrać duszę człowieka do piekła, ten przyniósł mu wiązkę powróseł ze słomy, które pozostały po cięciu sieczki i powiedział, że on zrozumiał "sieczka", a nie "dusza". Diabeł bardzo rozzłościł się z tego powodu, ostatecznie dał się przekonać i sporządził nowy pakt z chłopem na podobnych warunkach. Gdy jednak po roku chłop przybył z podobnym wykrętem, zły odpowiedział: "Tym razem nie przyjmuję żadnych wyjaśnień" i odleciał z duszą chłopa.